# Republikken Dagestan
Republikken Dagestan (russisk: Респу́блика Дагеста́н, tr. Respúblika Dagestán; avarisk: Дагъистан, tr. Dagistan; lezginsk: Дагъустандин Республика, tr. Dagustandin Respublika; azeri: Dağıstan) er en af 21 autonome republikker i Den Russiske Føderation. Republikken har et areal på 50.270 km² og 3.232.224 (2024) indbyggere. Hovedstaden i republikken er Makhatjkala, der med sine 662.660 (2023) indbyggere, er republikkens største by. Andre større byer er Khasavjurt med 155.144 (2021) indbyggere, Derbent med 127.084 (2024) indbyggere og Kaspijsk, der har 129.833 (2024) indbyggere.

## Geografi
Republikken Dagestan er en del af Nordkaukasiske føderale distrikt og grænser op til de russiske republikker Tjetjenien og Kalmykija samt Aserbajdsjan og Georgien.

## Historie

### Tidlig historie
Regionen var beboet i forhistorisk tid. Romerriget og Perserriget kæmpede om overherredømme. For at holde de nordlige folkeslag ude byggede Sassaniderne den Kaukasiske mur i det 5. århundrede e.v.t.. Senere blev lavlandet en persisk provins. Indbyggerne i det indre Dagestan forblev fri bjergbefolkning med egne Khaner. Fra 300-tallet til 600-tallet var området under Sassaniderne. I 600-tallet erobrede arabiske stammer området, og de fleste indbyggere konverterede til Islam. Alanerne, khazarerne, Den Gyldne Horde og mongolerne under Timur Lenk herskede.
I 16- og 1700-tallet var der en række uafhængige khanater i regionen, før regionen blev offer for konflikten mellem det Russiske Kejserrige, det Osmanniske Rige og Persien.

### I det russiske Kejserrige
I 1801 overtog Rusland kontrollen over Dagestan fra Georgien og bestræbte sig på at få kontrol over hele Nordkaukasus. I 1813 kom det samlede Nordkaukasus under Rusland. Imam Shamil fortsatte imidlertid modstandskampen frem til 1860'erne.
Det blev svært for Rusland at opretholde kontrollen, da muridismen (russisk: мюридизм), en religiøs bevægelse under indflydelse af sufister, vandt tilslutning blandt bjergfolket i Dagestan. Under den fjerde russisk-tyrkiske krig 1828-1829 måtte det russiske styre give dem frie hænder. Efter fredsaftalen i 1830 rykkede feltmarskal Ivan Paskevitj ind i Dagestan og sikrede kontrollen over kyststrækningen og vejen til Persien. Som det første skridt mod kontrol med det indre Dagestan blev Imam Shamil, som havde erstattet avarfamilien Chan og slået sig op som leder af Murid, tvunget fra magten af russerne. Med underlæggelse af Shamil i 1859 kom Dagestan under Ruslands fulde kontrol.

### Den sovjetiske æra
Med etableringen af Sovjetunionen i 1921 skabtes den Autonome Socialistiske Sovjetrepublik Dagestan ASSR.
Efter Sovjetunionens opløsning i 1991 blev Dagestan en autonom republik i Rusland.

### I Den Russiske Føderation

#### Politik
Mellem 24. april 1990 og 2006 var dargineren Magomedali Magomedov præsident i Dagestan.
Da han blev afskediget, var avareren Muchu Alijev præsident til 2010.
I januar 2013 blev han afløst af Ramazan Abdulatipov, der er avarer.
Valg i Dagestan er traditionelt domineret af grov valgsvindel. Ved valget til Dagestans parlament den 13. marts 2011 var den officielle valgdeltagelse 84,84% af de stemmeberettigede, uofficielt taltes der om en valgdeltagelse på 20%.
Ved parlamentsvalget i marts 2011 fik partiet Det Forenede Rusland 65,21% af stemmerne, Retfærdigt Rusland 13,68% og Ruslands patrioter med 8,39%, Kommunisterne 7,27%, Rette Sag med 5,09%, og det russisk-nationalistiske parti Ruslands liberaldemokratiske parti med 0,05%. Der er en fem procent spærregrænse. Det regeringsvenlige parti "Rette Sag" havde efter optælling af 99% af stemmerne kun 3,69% af alle stemmer, i henhold til det officielle resultat fik de imidlertid 5,09% og dermed en plads i parlamentet. Der er alvorlig tvivl om legitimiteten af valgresultatet.

#### Civilsamfundet og menneskerettigheder
Selv om der er en forholdsvis fri presse i Dagestan og en bred dækning af lokale begivenheder, er det stik modsat, når det drejer sig om føderale emner i Rusland, som Tjetjenien, i den forbindelse er retten til livet, retten til religionsfrihed og retten til ytringsfrihed og andre menneskerettigheder ofte ikke garanteret. Troende muslimer ser sig selv udsat for uforudsigelige forfølgelser,, de bliver forhindret i at bede, for eksempel ved lukning af moskeer. Der sker ofte helt uprovokerede drab og bortførelse af personer, ligesom journalister udsættes for fabrikerede vilkårlige anklager fra regeringens side under påskud af at bekæmpe ekstremisme.

#### Terrorhandlinger og krigstilstand
I midten af 1990'erne blev Dagestan i stigende grad trukket ind i krigen i Tjetjenien. Guerillakampe har siden medført flere hundrede dødsfald, både blandt regeringstropperne og oprørerne, men også blandt civile.
Så tidligt som i 1996 forsøgte tjetjenske oprørere at tage gidsler i Perwomaiskoje i Dagestan for at fremtvinge tilbagetrækning af de russiske tropper i Tjetjenien.
I august 1999 marcherede oprørere under ledelse af Shamil Basajev ind i Dagestan for at gøre området til en del af et islamisk emirat. De blev tvunget tilbage af den russiske hær efter et par uger.
I begyndelsen af 2005 blev to tog afsporet af oprørerne og flere gasledninger saboteret. En måned senere blev viceindenrigsministeren, generalmajor Magomed Omarov, dræbt i Makhatjkala.
Fra den 15. til 22. juli 2008 gennemførte de russiske væbnede styrker en stor manøvre med omkring 8.000 soldater, 700 pansrede køretøjer og 30 kampfly og helikoptere i Dagestan.
I 2010 blev 378 dræbt og 307 såret i republikken Dagestan ved kamphandlinger, terrorhandlinger og kidnapning. I løbet af året 2010 var der 112 terrorangreb i Dagestan. Yderligere 42 terrorangreb blev forhindret af politiet. Derudover var der 148 væbnede sammenstød og 18 kidnapninger. 22 gange blev "antiterror-tilstand" (KTO) udråbt.
Terrorangrebet i Moskva 2010 blev ifølge russiske myndigheder udført af to kvindelige selvmordterrorister fra Dagestan.
I 2012 sendte Rusland en ekstra troppestyrke på 30.000 mand til Dagestan for at pacificere området.

## Demografi
I Dagestan tales mange forskellige sprog bl.a. rululsk, avarisk, russisk, darginsk, lezginsk og kumykkisk er de mest udbredte. Majoriteten af befolkningen er muslimer med sufiske ordener.
De absolut største befolkningsgrupper i Republikken Dagestan er avarere (850.011; 29.4%), darginere (490.384; 17.0%), kumyker (431.736; 14.9%) og lezginere (385.240; 13.3%).
| Demografisk sammensætning af Republikken Dagestan. | Demografisk sammensætning af Republikken Dagestan. | Demografisk sammensætning af Republikken Dagestan. | Demografisk sammensætning af Republikken Dagestan. | Demografisk sammensætning af Republikken Dagestan. | Demografisk sammensætning af Republikken Dagestan. | Demografisk sammensætning af Republikken Dagestan. | Demografisk sammensætning af Republikken Dagestan. | Demografisk sammensætning af Republikken Dagestan. | Demografisk sammensætning af Republikken Dagestan. | Demografisk sammensætning af Republikken Dagestan. | Demografisk sammensætning af Republikken Dagestan. | Demografisk sammensætning af Republikken Dagestan. | Demografisk sammensætning af Republikken Dagestan. | Demografisk sammensætning af Republikken Dagestan. | Demografisk sammensætning af Republikken Dagestan. | Demografisk sammensætning af Republikken Dagestan. |
| Etnisk gruppe | Folk. 1926                                         | Folk. 1926                                         | Folk. 1939                                         | Folk. 1939                                         | Folk. 1959                                         | Folk. 1959                                         | Folk. 1970                                         | Folk. 1970                                         | Folk. 1979                                         | Folk. 1979                                         | Folk. 1989                                         | Folk. 1989                                         | Folk. 2002                                         | Folk. 2002                                         | Folk. 2010 1                                       | Folk. 2010 1                                       |
| Etnisk gruppe | Antal                                              | %                                                  | Antal                                              | %                                                  | Antal                                              | %                                                  | Antal                                              | %                                                  | Antal                                              | %                                                  | Antal                                              | %                                                  | Antal                                              | %                                                  | Antal                                              | %                                                  |
| --- | -------------------------------------------------- | -------------------------------------------------- | -------------------------------------------------- | -------------------------------------------------- | -------------------------------------------------- | -------------------------------------------------- | -------------------------------------------------- | -------------------------------------------------- | -------------------------------------------------- | -------------------------------------------------- | -------------------------------------------------- | -------------------------------------------------- | -------------------------------------------------- | -------------------------------------------------- | -------------------------------------------------- | -------------------------------------------------- |
| Avarere | 177,189                                            | 22.5%                                              | 230,488                                            | 24.8%                                              | 239,373                                            | 22.5%                                              | 349,304                                            | 24.5%                                              | 418,634                                            | 25.7%                                              | 496,077                                            | 27.5%                                              | 758,438                                            | 29.4%                                              | 850,011                                            | 29.4%                                              |
| Darginere | 125,707                                            | 16.0%                                              | 150,421                                            | 16.2%                                              | 148,194                                            | 13.9%                                              | 207,776                                            | 14.5%                                              | 246,854                                            | 15.2%                                              | 280,431                                            | 15.6%                                              | 425,526                                            | 16.5%                                              | 490,384                                            | 17.0%                                              |
| Kumyker | 87,960                                             | 11.2%                                              | 100,053                                            | 10.8%                                              | 120,859                                            | 11.4%                                              | 169,019                                            | 11.8%                                              | 202,297                                            | 12.4%                                              | 231,805                                            | 12.9%                                              | 365,804                                            | 14.2%                                              | 431,736                                            | 14.9%                                              |
| Lezginere | 90,509                                             | 11.5%                                              | 96,723                                             | 10.4%                                              | 108,615                                            | 10.2%                                              | 162,721                                            | 11.4%                                              | 188,804                                            | 11.6%                                              | 204,370                                            | 11.3%                                              | 336,698                                            | 13.1%                                              | 385,240                                            | 13.3%                                              |
| Lakarer | 39,878                                             | 5.1%                                               | 51,671                                             | 5.6%                                               | 53,451                                             | 5.0%                                               | 72,240                                             | 5.1%                                               | 83,457                                             | 5.1%                                               | 91,682                                             | 5.1%                                               | 139,732                                            | 5.4%                                               | 161,276                                            | 5.6%                                               |
| Tabasaranere | 31,915                                             | 4.0%                                               | 33,432                                             | 3.6%                                               | 33,548                                             | 3.2%                                               | 53,253                                             | 3.7%                                               | 71,722                                             | 4.4%                                               | 78,196                                             | 4.6%                                               | 111,152                                            | 4.3%                                               | 118,848                                            | 4.1%                                               |
| Nogaiere | 26,086                                             | 3.3%                                               | 4,677                                              | 0.5%                                               | 14,939                                             | 1.4%                                               | 21,750                                             | 1.5%                                               | 24,977                                             | 1.5%                                               | 28,294                                             | 1.6%                                               | 38,168                                             | 1.5%                                               | 40,407                                             | 1.4%                                               |
| Rutulere | 10,333                                             | 1.3%                                               | 20,408                                             | 2.2%                                               | 6,566                                              | 0.6%                                               | 11,799                                             | 0.8%                                               | 14,288                                             | 0.9%                                               | 14,955                                             | 0.8%                                               | 24,298                                             | 0.9%                                               | 27,849                                             | 1.0%                                               |
| Aghuler | 7,653                                              | 1.0%                                               | 20,408                                             | 2.2%                                               | 6,378                                              | 0.6%                                               | 8,644                                              | 0.6%                                               | 11,459                                             | 0.7%                                               | 13,791                                             | 0.8%                                               | 23,314                                             | 0.9%                                               | 28,054                                             | 1.0%                                               |
| Tsakhurere | 3,531                                              | 0.4%                                               | 20,408                                             | 2.2%                                               | 4,278                                              | 0.4%                                               | 4,309                                              | 0.3%                                               | 4,560                                              | 0.3%                                               | 5,194                                              | 0.3%                                               | 8,168                                              | 0.3%                                               | 9,771                                              | 0.3%                                               |
| Azerier | 23,428                                             | 3.0%                                               | 31,141                                             | 3.3%                                               | 38,224                                             | 3.6%                                               | 54,403                                             | 3.8%                                               | 64,514                                             | 4.0%                                               | 75,463                                             | 4.2%                                               | 111,656                                            | 4.3%                                               | 130,919                                            | 4.5%                                               |
| Russere | 98,197                                             | 12.5%                                              | 132,952                                            | 14.3%                                              | 213,754                                            | 20.1%                                              | 209,570                                            | 14.7%                                              | 189,474                                            | 11.6%                                              | 165,940                                            | 9.2%                                               | 110,875                                            | 4.7%                                               | 104,020                                            | 3.6%                                               |
| Tjetjenere | 21,851                                             | 2.8%                                               | 26,419                                             | 2.8%                                               | 12,798                                             | 1.2%                                               | 39,965                                             | 2.8%                                               | 49,227                                             | 3.0%                                               | 57,877                                             | 3.2%                                               | 87,867                                             | 3.4%                                               | 93,658                                             | 3.2%                                               |
| Andre | 43,861                                             | 5.6%                                               | 52,031                                             | 5.6%                                               | 61,495                                             | 5.8%                                               | 63,787                                             | 4.5%                                               | 57,892                                             | 3.6%                                               | 58,113                                             | 3.2%                                               | 25,835                                             | 1.0%                                               | 19,646                                             | 0.7%                                               |
| 1Der findes at stort antal andre etniske grupper, hvoraf nogen ikke består af mere end omkring 200 individer. Grupper, som udgjorde mere end 1% ved folketællingen i 2010, er skrevet med fed skrift |                                                    |                                                    |                                                    |                                                    |                                                    |                                                    |                                                    |                                                    |                                                    |                                                    |                                                    |                                                    |                                                    |                                                    |                                                    |                                                    |